# マクドゥーガル報告書
マクドゥーガル報告書（マクドゥーガルほうこくしょ、英語: McDougall Report）は、1998年8月国連人権委員会差別防止・少数者保護小委員会で採択されたゲイ・マクドゥーガル戦時性奴隷制特別報告者の「武力紛争下の組織的強姦・性奴隷制および奴隷制類似慣行に関する最終報告書」のこと。本文での主な対象は、旧ユーゴスラビアでの戦争とルワンダ虐殺であり、附属文書として日本の慰安婦について取り上げている。
報告書は1998年8月国連人権委員会で「歓迎」する形で決議が行われている。後、2000年8月の最終報告書が国連人権小委員会で歓迎決議され、同決議は人権高等弁務官に対し、現在進行中の紛争下での報告書を求めている。
附属文書は、日本軍の慰安婦制度に関して国連のクマラスワミ報告書に続くものであり、前よりは詳しく調査し、慰安所は性奴隷制度であり女性の人権への著しい侵害の戦争犯罪であり、責任者の処罰と被害者への補償を日本政府に求めた。報告書では慰安所を「強姦所」と呼び、事実認定において強制連行の有無などは問題とはなっていないが、軍と政府の両方が直接アジア中のレイプセンターの設立に関わり、20万以上のアジ ア女性を強制的に性奴隷にし、その多くが11〜20歳であり、毎日数回強制的にレイプされ、厳しい肉体的虐待にさらされ、性病をうつすなどの虐待を受け、生き延びたのは25％だったと書く。

## 内容と特徴
本文と附属文書からなり、本文では戦争と武力紛争下の性暴力をいかに裁くべきかが論じられ、附属文書では日本軍の慰安婦について、日本政府に反論する形で慰安婦制度の責任者の処罰と賠償を勧告している。
- 全文はアジア女性基金サイト内「慰安婦問題と償い事業をめぐる国内外の論議」＞国連等国際機関における審議＞国連関係＞国連人権促進保護小委員会＞E/CN.4/Sub.2/1998/13,22,June,1998「Systematic rape, sexual slavery and slavery-like practices during armed conflict Final report submitted by Ms. Gay J. McDougall, Special Rapporteur」で英語・日本語ともに読める[1]。
  - アジア女性基金による和訳

### 附属文書
内容要点は、日本の慰安婦については以下である。
- (1) 慰安婦の制度は「奴隷制」であり、慰安所は「強姦収容所」、慰安婦は強姦、性暴力を受けた「性奴隷」である
- (2) 日本政府には以下の国家責任がある

1. 日本軍の要請で慰安所を経営したもの、および利益を得た民間人のした行為に責任がある
2. 慰安婦への被害を防止できず加害者を処罰できなかったこと自体に責任がある
3. 被害者個々人が国際法の主体であることを認め、日本政府への賠償請求権を認めた（従来の国家間の国家賠償に関する平和条約は国家間の経済的協定に限定されているので、それらに関係なく被害者の賠償請求権は消滅していない）
4. 日本のアジア女性基金は法的責任に基づくものではないので、新たに賠償を行うべきである
5. 強姦所の設置監督に責任のある政府、軍関係者を訴追し、違法行為を行った（強姦した）兵士個々人も証拠に基づき裁くべきである

## 勧告
- 本文勧告

1. ユス・コーゲンス違反である性奴隷や性暴力などの国際犯罪はどこの国でも裁けるよう国内法を整備すべきである
2. 専門家会議を開き性暴力を各国で裁くためのガイドラインを作る
3. 各国の国内法の改正を促すため定期刊行物を出す
4. 性暴力被害者に対してきめ細かい支援体制を作る
5. 国連人権高等弁務官は国連、各国政府、NGOと協力し戦時性暴力に関する証拠を集める
6. 防止操作訴追補償軍人訓練などにジェンダーの視点を組み込む

- 附属文書勧告

1. 国連が日本政府に刑事責任の追及を促す（国連人権高等弁務官が日本当局と共同して捜査、逮捕、起訴を可能にする立法措置）
2. アジア平和基金は法的責任に基づくものではない
3. 国連人権高等弁務官が公的補償のための委員会を設置すべき
4. 日本政府が国連に対し以上の活動状況の報告書を年2回だすこと

## 問われている犯罪（国際法に対する違反）
基礎には国際法に明文化されていなくても絶対に守るべき規範というユス・コーゲンスの考え方 があり、奴隷制、拷問、ジェノサイドがこれにあたる。日本政府はこの件で今まで国際裁判所などで訴追されたことはない。しかし理論的には2002年発効した国際刑事裁判所では、戦争犯罪についてはいつでも扱えうる（時効はない）。日本は未加盟であるが、オーストラリアなどの締約国が付託し（問題を預け）、常任理事会で認められ、検察官が起訴に適当とすればいつでも扱える状態にある（2007年7月に、日本は国際刑事裁判所ローマ規程に加入している。（署名を経なくとも批准同様に法的拘束力を持つ））。
- (1) 奴隷制

奴隷制の国際慣習法による禁止は第二次大戦時までには明確に成立しており、第二次大戦後、刑事裁判の準備のために国際慣習法を明文化した東京・ニュルンベルク両裁判憲章に盛り込まれた。第二次大戦前には奴隷制に対する国際的非難が高まり、国際連盟で討議された1926年の奴隷条約は、奴隷制を「ある人に対して、所有権に伴う権能の一部または全部が行使される場合の、その人の地位または状況」と定義した。したがって遅くとも第二次大戦期には国際慣習法になっていた。奴隷制の禁止が当時既に国際的慣習でありコス・ユーゲンス（いついかなる状態でも守るべき規範）であるので国際法に明記されていなくても、奴隷制禁止に違反した罪で訴追できるとしている。
- (2) 人道に対する罪

奴隷化、奴隷にするため移送すること、広範囲または組織的に行われた強姦の罪。これらは戦時、平時を問わずに訴追できる。また実行に限らず計画立案、方針検討でも訴追要因となる。更に大規模な侵害（多数で広範囲な地域への慰安所設置）という事態に直面した場合、行動を起こさなかった事自体も訴追の要因だとしている。
- (3) ジェノサイド

ジェノサイド犯罪の中核的要素は民族などある集団を滅ぼそうとする意図だが、女性という集団を通じてこれが成立する可能性が十分ある。その集団全体を滅ぼそうとする意図の証明は不要であり、かなりの部分を滅ぼそうとする意図の証明で十分である。意図の証明は殺害行為自体から推定する事がある程度認められる。（参考：ルワンダ紛争の判決では強姦によるジェノサイドが認められている）
- (4) 拷問

武力紛争下の強姦と深刻な性暴力はその大部分が拷問として認定できる。欧州人権裁判所は拘禁中の強姦は拷問に相当するものとしている事を付記している。
- (5) 戦争犯罪（強姦）

戦争犯罪としての強姦の罪。強姦と強制売春が当時慣習法として禁止されていたことは十分に立証されている。戦争犯罪は国内・国外を問わずに武力紛争下における犯罪に問える。戦争犯罪としての強姦は被害者の意志に反しているという証明は不要であり、戦争下に慰安所にいたという状態だけで被害の証明になるとしている。

## 慰安婦問題に影響する附属文書

### 背景
1990年初期に始まった元「日本軍慰安婦」の個人補償請求運動が、被害者の主張に賛同する国際世論を導きだし一般社団法人自由ジャーナリストクラブ（JCL）、ILO、国際刑事警察機構、世界教会協議会（WCC）などの支持と協力を得て展開された。国連での活動は1992年頃から主に国連人権小委員会を足場にして行われ様々な報告と決議がおこなわれてきた。
1992年12月18日、人権小委員会でNGO国際教育開発（IED）が慰安婦・強制連行の問題を取り上げ、この問題の国際的解決を訴えた。1993年5月国連人権委員会で日本政府に対して、元慰安婦に対して個人補償を勧告するIEDの最終報告書が正式に採托され、日本政府に留意事項として通達された。1994年国連人権委員会の「人権委員会差別防止・少数者保護小委員会」で「戦時奴隷制問題」の特別報告者にリンダ・チャペス委員が任命され、その後マクドゥーガル委員に代わった。
この時期日本政府はアジア女性基金を設置し元慰安婦個人への補償を行う方針を決めていたが、1995年4月の現代奴隷制作業部会は「第2次世界大戦中に性奴隷とされた女性の問題に関して」初めて日本政府を名指しし、行政的審査会設置による解決を勧告した。1995年8月国連人権委員会はこの勧告を受け入れる決議をしている。
これ以前にも、国連人権委員会の「人権委員会差別防止・少数者保護小委員会」特別報告者であるファン・ボーベンによる最終報告書（1993年8月提出） 、同じく「戦時奴隷制問題」の特別報告者のラディカ・クマラスワミにいよるクマラスワミ報告書（1996年4月採択） がある。

### 批判
アジア女性基金は名乗り出た慰安婦への援助金を集めて分配したが、その終了にあたって2004年にまとめた「慰安婦問題とアジア女性基金」において、マクドゥーガルが報告書の附属文書で、慰安所を等しく「レイプセンター」と呼び、慰安婦20万のうち14万人以上の朝鮮人慰安婦が死亡したという内容はまったく根拠がなく、その原因は自民党　荒舩清十郎代議士の全く根拠の無い放言にあるとしている。もし朝鮮人慰安婦の死者が14万5000人（荒舩放言は14万2000人）で生存率が25％なら、朝鮮人慰安婦だけで58万人いたことになる。（荒舩は「徴用工に戦争中連れて来て成績がよいので兵隊にして使ったが、この人の中で57万6000人死んでいる。」と言っている。）（詳しくは荒舩清十郎#衆議院副議長就任と荒舩放言問題を参照）
マクドゥーガル報告書 （付属文書の抜粋）　（アジア女性基金 訳）
- 原文注釈、1975年の荒舩清十郎の声明は、1965年の荒舩放言の間違い。

また、吉見義明からも学術的姿勢に欠陥を指摘されている。吉見はマクドゥーガルが政府調査に基づくと報告した中で実際に政府資料にない箇所を本人を前に指摘したが、マクドゥーガルは無視したという。

### 国際法、条約関係
- 1926 Slavery Convention (英文)
- 1930 Forced Labour Convention(英文)
- 1907 ハーグ陸戦条約 - ウェイバックマシン（2002年2月12日アーカイブ分）
- 1907 Hague Convention(英文)

### 賠償責任関係
- サンフランシスコ平和条約1951年9月8日 - ウェイバックマシン（2019年1月1日アーカイブ分）
- 日華平和条約1952年4月28日
- 日中共同声明1972年9月29日 - ウェイバックマシン（2019年1月1日アーカイブ分）
- 日中平和友好条約1978年8月12日 - ウェイバックマシン（2019年1月1日アーカイブ分）
- 日韓基本条約1965年6月22日 - ウェイバックマシン（2019年1月1日アーカイブ分）
- 日韓請求権協定1965年6月22日